# Licikaviki

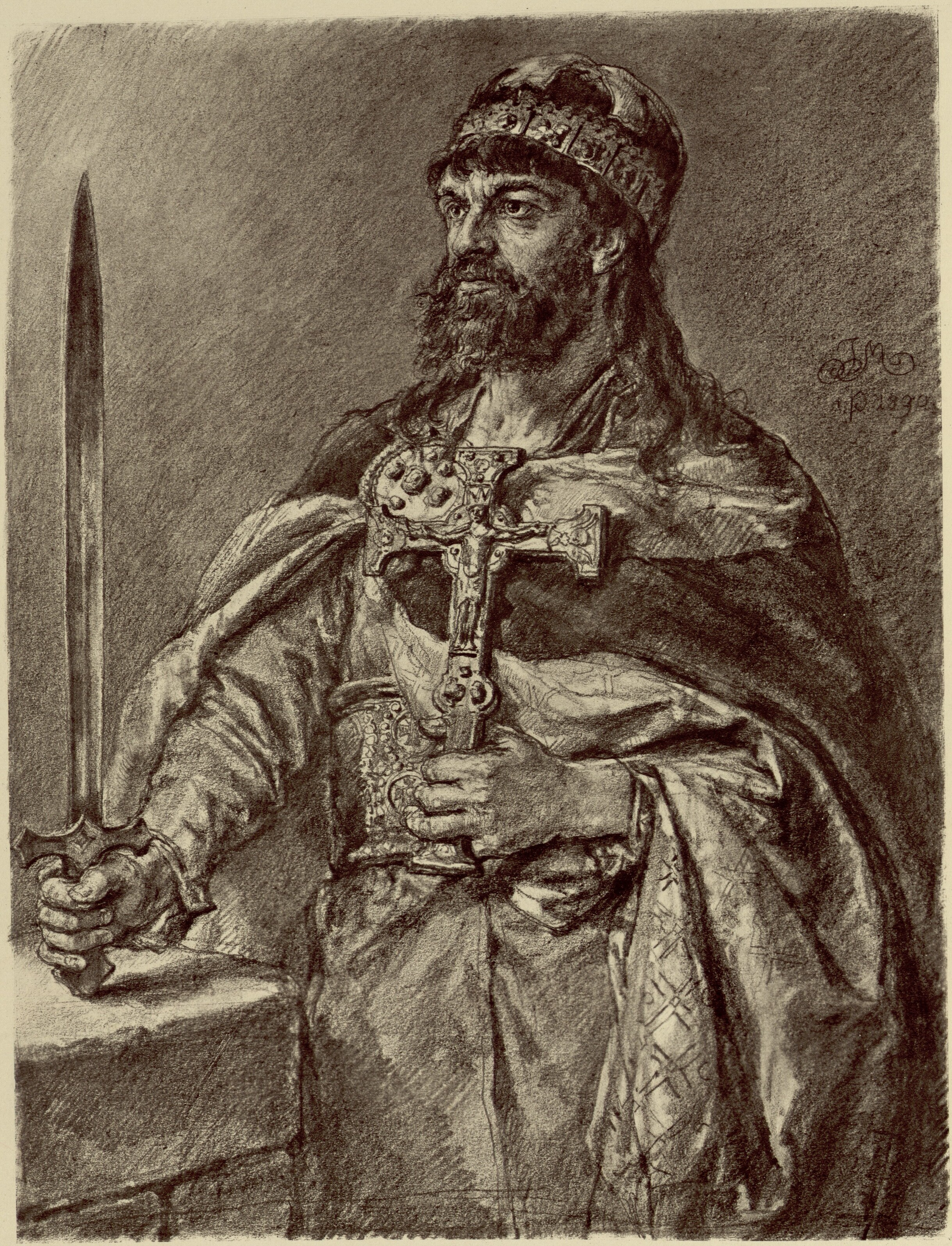
Mieszko I

Licikaviki – lud słowiański podlegający władzy księcia Mieszka I w okresie walk toczonych z saskim grafem Wichmanem w roku 963. Nazwa została podana przez Widukinda z Korbei w Dziejach saskich.
W historiografii znani są także jako Lscikoviki, Lścikowicy i Lestkowice.

## Zapis Widukinda
Misacam regem, cuius potestatis erant Sclavi qui dicuntur Licicaviki, duabus vicibus superavit fratremque ipsius interfecit, predam magnam ab eo extorsit.
Króla Mieszka, którego władzy podlegali Słowianie, zwani Licikaviki, dwukrotnie pokonał, zabił jego brata, wielki łup od niego wycisnął.

Przyjmuje się, iż zapis dokonany przez Widukinda jest pierwszą chronologicznie wzmianką o państwie polskim.

## Tło historyczne
W latach 954–963 Wieleci i Łużyczanie toczyli walki z margrabią Marchii Wschodniej, Geronem. Przyjęli oni pomoc komesa Wichmana, który na przełomie 962/963 zbiegł do Redarów, po nieudanej próbie wciągnięcia króla duńskiego Haralda w spisek skierowany przeciwko stryjowi Wichmana, margrabiemu saskiemu Hermanowi Billungowi. Z tekstu Widukinda wynika, że Wichman wraz z Wieletami dwukrotnie zwyciężył Mieszka I, prowadzącego podbój ziemi lubuskiej i Pomorza Zachodniego, zabijając również jego brata. O walkach polsko-wieleckich przed rokiem 966 donosił też Ibrahim ibn Jakub dodając, że z Redarami współdziałali prawdopodobnie Wolinianie, nie podlegający wówczas władzy księcia polskiego.

## Teorie

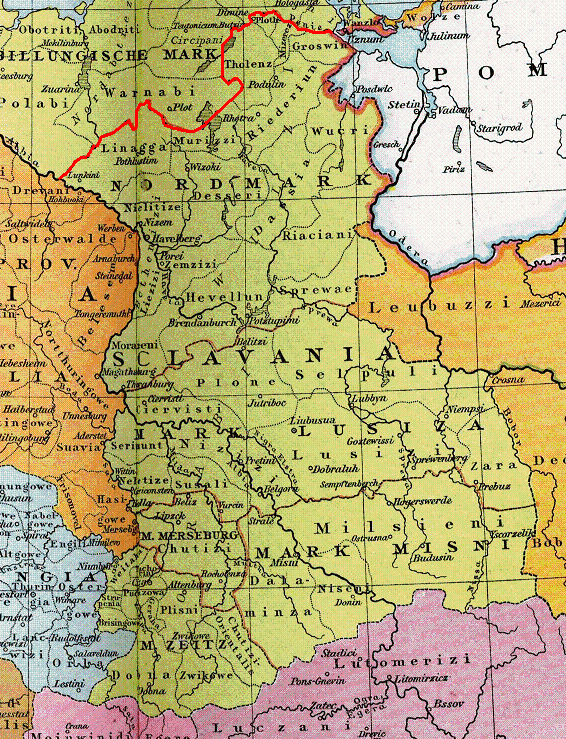
Pograniczne niemiecko-polskie w X/XI w., z zaznaczoną nazwą Leubuzzi – Lubuszanie

Historycy wysunęli następujące hipotezy na temat nazwy „Licikaviki”:

### Lubuszanie
Licikaviki to zniekształcona nazwa plemienia Lubuszan – Liubusiki, wywiedziona z przekazu Adama Bremeńskiego z XI w. o ludzie Leubuzzi, wymienionym wśród innych ludów wieleckich między Łabą i Odrą, po Hobolanach i Doszanach, a przed Wilinen (prawdopodobnie Wolinianie) i Stodoranami; zamieszkiwali zatem według tej teorii obszar po obydwu brzegach dolnej Warty i Odry i zostali ok. 960-965 r. podbici przez Mieszka I. Propagatorem tej tezy był m.in. Gerard Labuda.
Argumenty za:
- Podstawą tej hipotezy są dane prehistoryczne (wykopaliska ziemi lubuskiej świadczą, iż trzy tamtejsze grody uległy gwałtownemu zniszczeniu w połowie X w. wskutek ataku idącego prawdopodobnie ze wschodu) oraz analiza ówczesnej sytuacji politycznej na tym odcinku. Labuda przyjął koncepcję o terytorium trybutarnym obejmującym ziemię lubuską, która wraz z innymi ziemiami słowiańskimi po Odrę była obciążona finansowo na rzecz skarbu cesarskiego. Ów trybut płacony miał być przez Mieszka od wojny 963 – 964, trwającej do roku 967.

Argumenty przeciw:
- Dokument Dagome iudex (991) określił granicę państwa Mieszka na Odrze – i to jedynie na stosunkowo niewielkim, ponadstukilometrowym odcinku – nie przekraczając nurtu rzeki. Również dokumenty niemieckie wskazują, że terytoria na zachód podlegały w całości władzy cesarstwa. Dopiero Bolesław I Chrobry przesunął granice swojego państwa za Odrę.
- Istnienie plemienia Lubuszan jest podważane. Hipoteza o jego istnieniu opiera się na jednej, niejasnej i dość później wzmiance źródłowej.

### Lestkowice

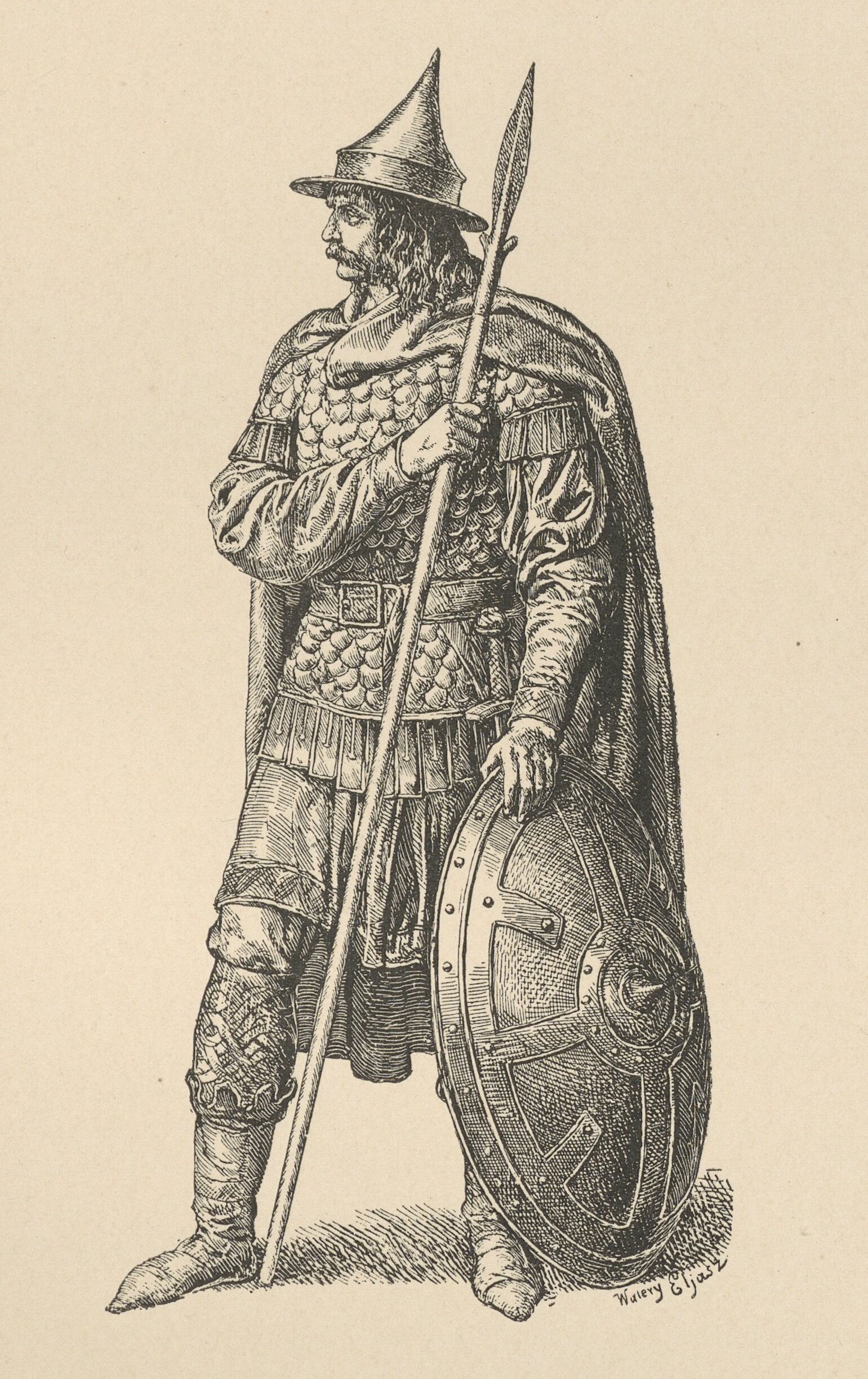
Lestek, dziad Mieszka I, legendarny władca plemienia Polan

Licikaviki to nazwa ogółu poddanych Mieszka I, wywiedziona od imienia dziada Mieszka I, Lestka (Leszka). Nazwa Licikaviki oznaczałby zatem poddanych Lestka – Lestkowiców. Propagatorem tej tezy był m.in. Henryk Łowmiański.
Argumenty za:
- Uprawdopodobniać tę tezę ma końcówka -aviki, wskazująca na nazwę rodową, w tym wypadku na imię Lestek.
- Przed rokiem 1000 nie są znane nazwy podobne do „Polonia” na określenie państwa pierwszych Piastów[9].
- Kolejnym dowodem ma być nazwa Ditzike-Litzike (wymawiana jako Licike), podana przez cesarza Konstantyna Porfirogenetę w dziele z X w. O zarządzaniu cesarstwem i interpretowana jako historyczna nazwa ludu nadwiślańskiego (a nie samej Wisły), skąd już fonetycznie blisko do Licikaviki: Ród księcia Zachlumian prokonsula i patrikosa Michała, syna Wyszewica, przybył od [ludów] nieochrzczonych, mieszkających nad rzeką Wisłą, które nazywane są Litzike i osiedlił się nad rzeką zwaną Zachluma[10].

Argumenty przeciw:
- Mała ilość przykładów określania ludu imieniem dawnego władcy[11].
- Poza dziełem Konstantyna Porfirogenety nikt więcej nie użył tej nazwy (Ditzike-Litzike) na określenie Wisły.
- Historyczność Lestka (Leszka) jest podważana. Część historyków uważa, że Gall Anonim (lub jego informator) przedstawili przodków Mieszka schematycznie, a imię Lestek wywodzi się od niemieckiego słowa listig, "sprytny" i ma charakter opisowy.

### Lędzianie
Licikaviki to plemię Lędzian. Propagatorem tej tezy był m.in. Kazimierz Tymieniecki.
Argumenty za:
- Teza opiera się na podobieństwie do Licicavici nazwy Ditzike u Konstantyna Porfirogenety, odczytywanej w tym wypadku jako Linzike i identyfikowanej z plemieniem Lędzian.
- Nazwa plemienia Lędzian została przeniesiona przez wschodnich i południowych-wschodnich sąsiadów Polski na wszystkich jej mieszkańców.

Argumenty przeciw:
- Identyfikacja zapisu Konstantyna Porfirogenety Ditzike z plemieniem Lędzian jest jedynie hipotezą. Porfirogeneta poświadcza jedynie, że Słowianie nadadriatyccy w IX-X w. utrzymywali kontakty z nadwiślańskimi[10].
- Od lat 50. XX w. w nauce dominuje przekonanie, że ludy Lendizi i Lendzanoi wymieniane przez Geografa Bawarskiego i Konstantyna Porfirogenetę, a identyfikowane jako Lędzianie, zamieszkiwali pogranicze Polski i Rusi. W czasach Widukinda plemię to było podporządkowane państwu czeskiemu. Mieszko włączył je do swego państwa już po tym zapisie.

### Plemię pomorskie
Licikaviki to nazwa nieznanego drobnego plemienia pomorskiego osiadłego nad Odrą – dolną Wartą, w okolicach Cedyni. Propagatorem tej tezy był m.in. Józef Widajewicz.
Argumenty za:
- Jako typ onomastyczny nomenklatura Licikaviki popada pod kategorię nazw patronimicznych, w tym przypadku wywodzi się od imienia Licik, pojawiającego się w pewnym promieniu wzdłuż Odry.
- Hipotezę tę uznał za możliwą również Władysław Filipowiak[13], wskazując na dowody istnienia na tym obszarze w X w. skupiska osadniczego oraz kilku małych komórek osadniczych reprezentowanych przez grody i sieć osad. Ekspansję Mieszka I ma potwierdzać upadek wcześniejszych grodów przedpaństwowych i powstawanie ośrodków nowej organizacji polityczno-terytorialnej – na lata 60. X w. datowana jest rozbudowa grodu w Cedyni oraz powstanie sieci grodów w najbliższej okolicy.

### Odłam Łużyczan
Licikaviki to odłam plemienia Łużyczan z terytorium Dolnych Łużyc. Propagatorem tej tezy jest m.in. Kazimierz Myśliński i Jerzy Nalepa.
Argumenty za:
- Zbliżona nazwa[15].

Argumenty przeciw:
- W czasach Widukinda Łużyczanie znajdowali się poza obrębem państwa Mieszka I.

## Konkluzje
W literaturze podawane są sprzeczne informacje co do powszechności wymienionych tez wśród historyków – mówi się zarówno o hipotezie zrównującej Licikaviki z Lubuszanami jako o najbardziej prawdopodobnej, jak i o upowszechnianiu się opinii, że Licikaviki odnoszą się do ogółu poddanych Mieszka I. Pozostałe przytoczone opinie nie zyskały szerszego poparcia.